# Fritigern
Fritigern (fornhögtyska Fridigern latin: Fritigernus) var en gotisk hövding, död omkring 380). Hans gotisks stam var Tervinger.Fritigern var Atanariks medtävlare om makten bland visigoterna, och sökte med sina underlydande skydd och stöd i det romerska riket år 376. Som en följd övergick dessa också till kristendomen i den arianska formen. Efter att man blivit intagna i Romariket blev det konflikt med romarna. Han ledde sina goter till seger i slaget vid Adrianopel år 378. Han dog omkring år 380.

## Tervingerna omkring 375
Tervingerna var den gotiska stam som bodde längst västerut, i ett område av nuvarande Rumänien. I söder utgjorde floden Donau gräns mot det romerska riket, och i öster var Dnestr gränsfloden till de andra gotiska stammarna. I romerska källor förekommer namnet tervinger för första gången år 291. De skilde sig från de andra goterna genom att deras ledare inte var en hövding eller kung, utan en "domare". Efter hunnernas anfall ville en stor del av den gotiska befolkningen komma under romerskt beskydd och de valde då Fritigern och Alavivus som sina ledare och begav sig mot Donau. År 376 sände de två hövdingarna ("domarna") sändebud till kejsar Valens i Antiochia för att få tillstånd att bosätta sig söder om Donau. Tillståndet beviljades, men på hårda villkor, medan en liknande begäran från en grupp greutunger avslogs. Kejsaren och fältarmén var upptagna med ett krig mot perserna, så romarna visste att det skulle bli svårt att kontrollera goterna som anlände.

## Bosättning söder om Donau
Heather uppskattar att goterna under Alavivus och Fritigern uppgick till omkring 50 000 personer och de färdades i minst 2 000 vagnar, dragna av boskap. Goterna kunde mönstra cirka 10 000 krigare och hade därmed en ansenlig militär styrka.  Goterna var tvungna att konvertera till kristendomen och som allierade ställa upp trupper till den romerska armén, Goterna splittrades inte över ett större område utan bosatte sig tillsammans i Thrakien. Flytten till Thrakien ägde rum våren 377. Goterna hade inte skördat årets grödor, och det rådde stor brist på mat bland goterna. Målet för goterna var området runt Marcianopel (nuvarande Devnya i Bulgarien). Romarna inbjöd de två gotiska ledarna till en middag men det var en fälla och romarna försökte ta de båda till fånga. Alavivis blev tillfångatagen eller dödad medan Fritigern lyckades fly. Händelsen utlöste att goterna började plundra i området, och den romerska vaktstyrkan förintades nästan när den försökte ingripa. Den romerske befälhavaren Lupicinus ansvarade för säkerheten gentemot Greutungerna på andra sidan Donau och han skulle kontrollera tervingerna inom rikets gränser. Han misslyckades med båda uppgifterna, och större delen av hans trupper förlorades i det första slaget mot tervingarna. Våren 377 blev Balkan skådeplatsen för öppet krig mellan romare och goter.

## Goternas krig
Greutungerna korsade Donau utan tillståmd när Lupicinus samlade sina trupper mot tervingerna, och när han blev slagen och måste retirera, förenade sig terwinger och greutunger. Deras behov var främst mat, och de började plundra i stor skala. De romerska trupperna var fördelade på ett antal befästa städer och fästningar, och goterna kunde inte hota dem. Men landsbygdens byar och rika romerska villor blev fritt byte för goterna. Kejsar Valens hade, redan när överenskommelsen med tervingerna ingicks, sänt bud till sin brorson, kejsar Gratianus i Rom, för atthan skulle skicka förstärkningar till Balkan. 377 skickade Valens sin general Victor till det persiska hovet för att sluta fred snarast möjligt. En mindre styrka från Armenien skickades till Balkan för att hålla goterna tillbaka. Den anlände sommaren 377 och drev goterna norr om Balkanbergen till slätten mellan bergskedjan och Donau. På sommaren anlände också förstärkningarna från Gratianus. Romarna inledde en attack mot goternas befästa vagnsläger. Goterna försvarade sig väl, och tvingade romarna att dra sig tillbaka till bergspassen. Romarnas plan var att bevaka goterna över vintern under tiden som goterna svalt.
Fritigern genomskådade romarnas plan. Han inkallade förstärkningar, av alaner och hunner och goterna tog till offensiven hösten 377. Romarna tvingades lämna bergspassen, och drog sig tillbaka bakom städernas skyddande murar, Den thrakiska slätten plundrades åter och befolkningen led av grymma våldsdåd. På våren 378 lämnade den romerska fältarmén sina baser i Mesopotamien och Kaukasus och satte kurs mot Konstantinopel. I maj 378 var kejsar Valens tillbaka i staden och förberedde en ny krigsplan mot goterna. Fred hade slutits med perserna, som hade fått eftergifter i Kaukasus. Kejsar Gratianus hade lovat att komma till Balkan i spetsen för den västra fältarmén Goterna skulle krossas. Men då den alemanniska stammen Lentiener, som bodde norr om Bodensjön, tog sig över den frusna Rhen i februari 378 och började plundra i västra delen av Romarriket. Gratianus kallade tillbaka trupperna för att snabbt besegra alemannerna. Han inledde ett fälttåg  i Lentienernas eget hemland. Han besegrade stammen men fältarmén blev flera månader sen innan  kunde återuppta den utlovade marschen mot Balkan.

### Slaget vid Adrianopel
I juni samlades kejsar Valens armé i Melanthias, 50 km väster om Konstantinopel. Gratianus försenade trupper var åter på väh till Balkan. Goterna fortsatte sin plundringar, men Valens omringade och utplånade en grupp plundrare nära Adrianopel. Fritigern samlade alla sina styrkor, och hela den gotiska befolkningen satte kurs mot Adrianopel. Valens underrättelser pekade mot att var10 000 gotiska krigare, liknande den ursprungliga tervingiska styrkan, men i verkligheten bestod Fritigerns styrka nu även av greutunger och de hjälptrupperna, och uppgick till dubbel styrka cirka 20 000 man. Peter Heather uppskattar att Valens armé uppgick till 15 000 man. Kejsar Valens beslutade att ta ett slag mot en gotisk styrka som han trodde var numerärt underlägsen . Efter marsch från Adrianopel under dagen drabbade Valens trupper samman med goterna den 9 augusti 378. Slaget blev ett förödande nederlag för den romerska armén. Omkring 10 000 romerska soldater dödades, och hela Balkan var utlämnat till goterna. Kejsar Valens stupade själv. Romaren Ammianus beskrev slaget som värsta katastrofen sedan Cannae. De stora städerna förblev säkra bakom murar men de små städerna och fristående villor blev utan försvar.

### Söndra och härska
Goterna hade fortsatt svårigheter att föda sin befolkning, som kan ha uppgått till 200 000 människor. Därför splittrades de och greutungerna under Alatheus och Saphrax begav sig mot nordväst till Pannonien, medan tervingerna och Fritigern begav sig söderut, till Thessalien. Greutungerna mötte romerska trupper troligen den västra armén och retirerade, och år 381 drevs även tervingerna tillbaka till Thrakien. Fred slöts år 382. Ingen av de tidigare gotiska ledarna Fritigern, Alatheus eller Saphrax deltog i fredsslutet. De kan ha dött under tiden, men det kan också ha varit en del av de romerska fredsvillkoren att goterna utsåg nya ledare. Romersk politik gick ut på att samarbeta med flera olika ledare, som romarna sedan kunde så plit mellan. Goterna fick guld till sina ledare och land till krigarna. Marken fördelades norr och söder om Balkanbergen. Med fredsslutet 382 förvinner Fritigern ur historien.
Den romerske historikern Ammianus Marcellinus nämner Fritigern flera gånger i volym 31 av sitt verk Res Gestae. Han var imponerad av Fritigerns uppfinningsrikedom för att undvika romersk fångenskap genom att hota med att goterna skulle anfalla romarna i Marcianopel.  Jordanes ger en helt annan version och skriver att Fritigern kämpade sig ut ur festsalen och anslöt till sitt folk. Tyska nationalromantik på 1800-talet hyllade Fritigern ("Friediger") i det pompösa Walhalla som Ludvig I av Bayern lät bygga i Regensburg. Här har han plakett nummer 7 av 64.